# Hærfugl
Hærfuglen (latin: Upupa epops) er en fugl i familien af hærfugle i ordenen Bucerotiformes (tidligere regnedes den blandt skrigefuglene), der lever i Europa, Asien, Afrika og i Madagaskar. Den har en længde på 28 cm og vejer 75 gram. Føden består af insekter, orme, snegle og edderkopper.
På den danske rødliste 2019 angives at den som uddød som ynglefugl i Danmark.